# Bulbophyllum cirrhatum
Bulbophyllum cirrhatum là một loài phong lan thuộc chi Bulbophyllum.